# Saint-Laurent-de-Chamousset
Saint-Laurent-de-Chamousset este o comună în departamentul Rhône din sud-estul Franței. În 2009 avea o populație de 1.842 de locuitori.

## Evoluția populației
| An        | 1975  | 1982  | 1990  | 1999  | 2006  | 2009  |
| --------- | ----- | ----- | ----- | ----- | ----- | ----- |
| Populație | 1.356 | 1.406 | 1.558 | 1.703 | 1.839 | 1.842 |